# Мурзинка (Алтайский край)
Мурзинка — посёлок в Краснощёковском районе Алтайского края. Входит в состав Акимовского сельсовета.

## История
Основан в 1922 г. В 1928 г. состоял из 88 хозяйств, основное население — русские. В административном отношении являлся центром Мурзинского сельсовета Курьинского района Рубцовского округа Сибирского края..

## Население
| 1926 | 1997 | 1998 | 1999 | 2000 | 2001 |
| ---- | ---- | ---- | ---- | ---- | ---- |
| 536  | ↘135 | ↗141 | ↗144 | ↘138 | ↘126 |
| 2002 | 2003 | 2004 | 2005 | 2006 | 2007 |
| ↘117 | ↗123 | ↘116 | ↗121 | ↘110 | ↘103 |
| 2008 | 2009 | 2010 | 2011 | 2012 | 2013 |
| ↗105 | →105 | ↘104 | ↗105 | ↘103 | ↘94  |

Национальный состав
Согласно результатам переписи 2002 года, в национальной структуре населения русские составляли 95 %.